# Dan Berglund
Dan Berglund (født 1954 i Helsingfors) er en finsk-svensk trubadur, kendt for flere indspilninger af skandinaviske arbejdersange.
Efter flytning til Kristinehamn og Hisingen i Sverige begyndte studiet af litteratur og guitarmusik, som gav scenedebut (1974), samtidig med job i industrien. Frem til 1980 var han medlem af KPML(r).
Berglund er bedst kendt for "De mördades fria republik" fra debut-LPen En järnarbetares visor (1975). Derpå kom D.B. sjunger Rudolf Nilsen (1977), Den store maskaraden (1979), Vildmarken (1988). Hans sidste album er opsamlings-CDen Mina herrar (1999).
Berglunds musik kan kortfattet karakteriseres som viser med revolutionært kommunistisk budskab, med angreb på arbejdsgivere og overklasse og med skildringer af arbejderklassens lod i livet. Han var aktiv i den svenske politisk inspirerede Musikrörelsen, også kaldet progg. Berglund har i dag taget afstand fra leninismen, men støtter fortsat op om klassekampen.

## Links
- Dan Berglunds hjemmeside
- Dan Berglund på Progg.se Arkiveret 13. april 2010 hos  Wayback Machine
- Dan Berglund på Discogs
- Dan Berglund på MusicBrainz